# Segle VII aC
El segle VII aC és un període de l'edat antiga que inclou els anys compresos entre el 700 aC i el 601 aC. És el darrer segle d'esplendor assíria i dels primers de la puixança grega, cultura que comença a produir desenvolupaments que superen els dels pobles veïns i que, amb el temps, esdevindrà la referència mundial.

## Política
Els assiris van continuar la seva expansió, conquerint grans extensions d'Egipte i Elam, però al final del segle VII aC van ser assetjats per aliances enemigues que van fer caure la seva capital, Nínive (612 aC), la ciutat més poblada del món en aquella època, fet que va posar fi al seu imperi l'any 608 aC. Un conat de guerra civil des de Babilònia va ajudar a afeblir les defenses assíries.
Segons la llegenda, Jinmu és el primer emperador del Japó. La historiografia, però, afirma que no es poden constatar evidències del seu regnat i que probablement pertany a una dinastia iniciada dos segles més endavant.
Les diferents ciutats estat de Grècia continuen desenvolupant-se. Esparta va dur a terme guerres amb Messènia, en què va començar a forjar-se la fama de bons militars dels espartans. Dracó d'Atenes va establir el primer codi civil de la ciutat, en què es castigava amb la mort gran quantitat de crims. Per aquest motiu, l'adjectiu draconià ha esdevingut sinònim de sever o excessiu. Roma va derrotar la ciutat d'Alba Longa, la qual havia estat la principal ciutat de la regió, després d'uns duels entre els militars més famosos de cada urbs. El tema va inspirar la pintura d'El jurament dels Horacis.
Es va produir la fundació de Samarkanda, a l'actual Uzbekistan, i de diverses colònies per part de Cartago (una d'aquestes potser a Eivissa). Una altra ciutat que neix en aquest període és Marsella.

## Economia i societat
Una de les primeres monedes de què es té coneixement es remunta al 625 aC a Lídia, a l'oest d'Anatòlia (Turquia). El bescanvi de productes continuaria sent, malgrat tot, el principal tipus de comerç. Periandre de Corint construeix el Diolkos al voltant del 600 aC, que permetia als vaixells travessar per terra l'istme de Corint.
Un meteorit crea el cràter de Kaali, famós per ser un dels que van originar-se en una zona habitada, a diferència d'altres impactes de la prehistòria. El seu impacte arrasa diversos boscos de la zona. El clima comença un període de refredament progressiu, que empeny els pobles del nord d'Europa cap al sud a la cerca d'aliments, ocasionant batalles amb els pobladors meridionals.

## Invencions i descobriments
A Babilònia, els matemàtics escriuen un primitiu teorema de Pitàgores. El teorema de Tales, de l'autor homònim Tales de Milet, versa també sobre la geometria, una de les branques de les matemàtiques més desenvolupades durant aquest segle. El mateix Tales va ser el primer autor que va intentar explicar racionalment que la terra surava sobre de l'aigua, anticipant algunes de les idees sobre les plaques tectòniques.
En una representació etrusca, apareix el dibuix del que sembla el primer vaixell amb dos pals.

## Art, cultura i pensament
Assurbanipal, monarca assiri, va organitzar una de les majors biblioteques de l'antiguitat, que contenia tauletes de diferents indrets del món, amb les seves corresponents traduccions (sobretot, a l'accadi). S'organitzaven segons matèries i eren sistemàticament copiades i actualitzades per uns funcionaris reials. Destaquen les col·leccions de mites sumeris i una de les versions més antigues de l'Epopeia de Guilgameix.
Els grecs adopten de manera generalitzada l'alfabet i floreix la literatura i l'escriptura científica. Dins de la poesia, cal esmentar les figures d'Arquíloc de Paros, primer poeta conegut que va usar metres prefixats (versos iàmbics), i Safo de Lesbos. En l'èpica, destaca Hesíode amb els seus relats mítics, el qual consigna per escrit les històries que portaven dècades circulant de manera oral.
Contra aquesta explicació mítica, sorgeix la figura de Tales, considerat el fundador de la filosofia occidental, ja que vol explicar racionalment els fenòmens del món exterior i donar resposta a les grans preguntes de l'existència humana, com per exemple les referides a l'origen (aquí va sorgir el concepte d'arque, fonamental entre els presocràtics).
L'arameu esdevé una lingua franca, ja que és la més usada en els intercanvis comercials. Aquest fet fa que augmentin les traduccions tècniques i literàries en aquesta llengua.
L'art grec va iniciar el període de l'estil arcaic, amb el naixement de l'escultura, un camp en què serien un dels principals conreadors de la història. Aquest estil se centra en la figura humana i no en els motius merament decoratius de períodes anteriors, en què la influència forana era major. L'art celta mostra que s'havien començat a dividir en dos grups: l'oriental representa figures humanes portant destrals i en seqüències narratives, mentre que l'occidental grava guerrers amb espases envoltats d'ornaments abstractes.